# Stina Sunesson
Stina Sunesson, född 23 juli 1925 i Ål, Kopparbergs län, död 19 augusti 1998 i Tällberg, var en svensk målare, grafiker och tecknare. 
Hon var dotter till ingenjören August Danielson och Eva Brejde och gift med vissångaren Calle Sunesson. Hon studerade vid Otte Skölds målarskola i Stockholm 1952 och besökte Frankrike, Italien och Spanien i studiesyfte. Hon började som akvarellist men övergick därefter till olja och gouacheteknik. Separat ställde hon ut i Falun 1960 som följdes av separatutställning i Köping 1963. Hon medverkade i samlingsutställningar arrangerade av Dalarnas konstförening och i samband med Frödingjubileet 1960 gav hon ut en mapp med illustrationer i serigrafi till dikter av Fröding. Hennes konst består av figurrika serigrafier, motiv med anslutning till Frödings dikter och stilleben. Som illustratör medverkade hon i Nya Wermlandstidningen och Allt i hemmet. Sunesson är representerad vid Kopparbergs läns landsting, Värmlands läns landsting, Örebro läns landsting och vid regementena K 1 i Stockholm, I 13 i Falun och P 18 i Visby.